# Canon de marine de 6 pouces BL Mk II - VI
Pour les articles homonymes, voir Canon de 6 pouces.
Le canon de marine de 6 pouces BL Mk II - VI est un canon naval de la Royal Navy en service à la fin du XIXe siècle. Il s'agit de la deuxième génération d'arme à chargement par la culasse après le canon de 6 pouces BL 6 80 pounders (en), inefficace. Il est conçu à l'origine pour utiliser la poudre noire, mais à partir du milieu des années 1890, il est adapté pour utiliser la cordite. Il est remplacé sur les nouveaux navires de guerre par le canon de marine de 6 pouces QF Mk I - III.

## Développement

### Mark II
Le Mk II suit le premier canon de 6 pouces BL 6 80 pounders moins puissant et lance un projectile de 100 livres, qui est la nouvelle norme pour les canons britanniques de 6 pouces jusqu'en 1930. Il se compose d'un canon en acier beaucoup plus épais avec des chemises en fer forgé rétrécies. Le canon est d'une conception trop faible, 5 cerceaux de chasse en acier sont ajoutés pour le renforcer, le canon est raccourci de 12 pouces pour le rééquilibrer. Ces armes sont reléguées à une utilisation sans tir à la suite d'un incident d'éclatement d'une arme à feu sur le HMS Cordelia en juin 1891.

### Marks III, IV, VI
Le Mark III a une construction entièrement en acier, avec un canon en acier et une culasse en acier et des cerceaux rétrécis dessus. Cependant, tel qu'initialement introduit, le Mk III est encore limité à des charges faibles et à une faible vitesse initiale, la plupart des canons sont renforcés en étant chassés pour permettre une charge de poudre complète de 48 livres de poudre à canon et une vitesse initiale de 1 960 pieds (597 m) par seconde.
Le Mk IV incorpore les améliorations apportées au Mk III. Le Mk VI ne diffère du Mk IV que par sa construction légèrement simplifiée.
Les Marks III, IV et VI deviennent les versions les plus couramment déployées. Ils sont interchangeables et ont les mêmes performances.

### Conversion en QFC
Les canons Mk IV et VI sont largement utilisés dans la défense côtière de l'Empire britannique, à la fois sur des supports de dissimulation hydropneumatiques et sur des glissières Vavasseur, des glissières inclinées qui absorbent le recul.
À partir de 1895, de nombreux canons de navires sont convertis en QF pour utiliser le même étui de cartouche en laiton et charger de la même façon que le canon de marine de 6 pouces QF Mk I - III. On le désigne QFC pour "QF Converted", la nouvelle désignation commence à I sur l'ancien canon Mark, par ex. I/IV est la première version du canon Mk IV converti en QFC, II/VI est la deuxième version du canon Mk VI converti.

### Canon de défense côtière
Un petit nombre de canons Mk IV et VI ont leurs anciennes culasses à 3 mouvements remplacées par des types modernes à mouvement unique et la chambre allongée pour accepter une cartouche plus puissante, et devient le canon de défense côtière BLC (converti pour un chargement par la culasse) en 1902. Ils ont une portée maximale de 11 km en utilisant une cartouche de cordite de 20 livres (9 kg). Ils sont remplacés par le canon de marine de 6 pouces BL Mk VII au fur et à mesure de la disponibilité et sont déclarés obsolètes en 1922.

### Canons de siège
Les canons Mk IV et VI BLC sont équipés de roues en 1902 pour leur permettre d'être transportés comme canons de siège semi-mobiles, le canon et la plate-forme sont transportés séparément, la plate-forme est assemblée sur le site de tir et le canon monté dessus. Lorsque la Première Guerre mondiale éclate en 1914, 2 batteries de ces canons de siège BLC sont équipées d'affûts de canons à roues primitifs avec des roues de moteur de traction et envoyées en France comme canons de campagne lourds. Ils sont remorqués par des moteurs de traction à vapeur. Ils ont des tampons de recul limités et nécessitent des cales devant et derrière les roues lors du tir. Ces canons ont une portée maximale de 14 200 m. Ils sont bientôt remplacés en 1915 par le canon de marine de 6 pouces BL Mk VII (en) et sont ensuite convertis en obusier de 8 pouces BL Mk I – V (en) en raison du manque d'artillerie.